# 꽝찌
꽝찌 시사(베트남어: Thị xã Quảng Trị / 市社廣治)는 베트남 꽝찌성의 티싸(시사)이다.

## 행정 구역
꽝찌 시사에는 4개 방(坊)과 1개 사(社)가 있다.

### 방
- 1방 (Phường 1)
- 2방 (Phường 2)
- 3방 (Phường 3)
- 안돈방 (An Đôn / 安敦)

### 사
- 하이레 (Hải Lệ / 海麗)